# جیمز گری (بازیکن فوتبال، زاده ۱۸۷۵)
جیمز گری (انگلیسی: James Gray؛ 1875 – ۱۹۳۷ (۶۱−۶۲ سال)) بازیکن فوتبال اهل بریتانیا بود.